# 王師計畫
王師計畫是中華民國政府於中國大陸發生文化大革命期間，所擬定之對大陸地區的軍事進攻計畫。後因美國政府極力阻止，軍事行動作戰計劃遂宣告取消。若該行動付諸實行，則將成為中國歷史上規模最大的登陸作戰行動。

## 背景
1966年，中國大陸爆發“文化大革命”，社會秩序混亂。時任中華民國國防部部長蔣經國上將說：「這是18年以來，最重要的關頭，反攻大陸的最佳時機」。

## 取消原因
美國政府因陷入越南戰爭泥淖，人力、物力調度吃緊，因此不希望中華民國政府在亞洲另外開闢戰場，因此極力阻止。